# غلاديشية ثخينة الثمار
غلاديشية ثخينة الثمار (الاسم العلمي: Gleditsia pachycarpa) هي نوع نباتي يتبع جنس الغلاديشية من فصيلة البقولية.